# Сильвио Пиола (стадион, Верчелли)
«Сильвио Пиола» (итал. Stadio Silvio Piola) — стадион, расположенный в итальянском городе Верчелли, провинция Пьемонт. В основном используется для проведения соревнований по футболу, являясь официальной домашней ареной для местного коллектива «Про Верчелли».

## История
На данный момент суммарная вместимость стадиона составляет 5 500 зрителей. Торжественное открытие стадиона состоялось в 1932 году, в то время он носил название в честь Леонида Робби, одного из пионеров итальянского авиастроения.
В 1998 году решением муниципальных властей арена была переименована в память о легендарном нападающем Сильвио Пиоле, скончавшемся в 1996 году. Игрок выступал в составе «Про Верчелли» в 1929—1934 годах, проведя за этот период 127 игр и забив 51 мяч.
На протяжении всего своего существования стадион подвергался множественным реконструкциям, в частности, в 2011 году прошел ремонт Северной трибуны, а в 2012 году натуральный газон был заменен искусственным покрытием.
Также арена была капитально обновлена в 2015 году по причине выхода «Про Верчелли» во второй по рангу эшелон итальянского футбола — Серию В.